# ربيحة ذياب
ربيحة ذياب حسين حمدان (1954 في دورا القرع - 22 أبريل 2016 في رام الله) عالمة اجتماع وسياسية فلسطينية، شغلت منصب وزيرة شؤون المرأة، ونائبة في المجلس التشريعي الفلسطيني، وهي عضوة في حركة فتح، ومن قيادات الاتحاد العام للمرأة الفلسطينية.

## حياتها
التحقت بالجامعة في بيروت عام 1974 وتخرجت من جامعة بير زيت عام 1999، حيث حصلت على البكالوريوس في علم الاجتماع.
تم اعتقال ذياب في السجون الإسرائيلية 7 مرات، ووُضِعت مرتين تحت الإقامة الجبرية، كما منعتها إسرائيل من السفر خارج فلسطين لمدة 19 سنة.
في 4 يونيو 2009، أصدر الرئيس الفلسطيني محمود عباس قرارًا بقانون رقم 16 لسنة 2009 بشأن المصادقة على تعديل حكومة سلام فياض الثانية بإضافتها وزيرةً لشؤون المرأة.

## وفاتها
في 22 أبريل 2016 تُوفيت ودفنت في قرية دورا القرع شمال رام الله.